# بوونگه دوژه
بوونگه دوژه (به لهستانی:  Błonie Duże) یک روستا در لهستان است که در گمینا بیلانه واقع شده‌است.